# Петњица
Петњица је град и сједиште истоимене општине у Црној Гори. Према попису из 2011. било је 539 становника.
Петњици је додељен статус општине у мају 2013. године.

## Демографија
У насељу Петњица живи 387 пунолетних становника, а просечна старост становништва износи 31,8 година (30,9 код мушкараца и 32,7 код жена). У насељу има 125 домаћинстава, а просечан број чланова по домаћинству је 4,52.
Ово насеље је углавном насељено Бошњацима (према попису из 2003. године), а у последња три пописа, примећен је пад у броју становника.
|  |

| Демографија | Демографија | Демографија |
| Година      | Становника  | Становника  |
| ----------- | ----------- | ----------- |
|             |             |             |
|             |             |             |
|             |             |             |
|             |             |             |
| 1948.       | 442         |             |
| 1953.       | 488         |             |
| 1961.       | 667         |             |
| 1971.       | 684         |             |
| 1981.       | 673         |             |
| 1991.       | 643         | 632         |
| 2003.       | 778         | 565         |
|             |             |             |
|             |             |             |

| Етнички састав према попису из 2003.‍ | Етнички састав према попису из 2003.‍ | Етнички састав према попису из 2003.‍ | Етнички састав према попису из 2003.‍ | Етнички састав према попису из 2003.‍ |
| ------------------------------------ | ------------------------------------ | ------------------------------------ | ------------------------------------ | ------------------------------------ |
|                                      |                                      |                                      |                                      |                                      |
| Бошњаци                              | Бошњаци                              |                                      | 446                                  | 78,93%                               |
| Муслимани                            | Муслимани                            |                                      | 95                                   | 16,81%                               |
| Црногорци                            | Црногорци                            |                                      | 9                                    | 1,59%                                |
| Срби                                 | Срби                                 |                                      | 1                                    | 0,17%                                |
| непознато                            | непознато                            |                                      | 2                                    | 0,35%                                |

| \| \| м \| \| \| ж \| \| ? \| 2 \| \| \| 10 \| \| 80+ \| 4 \| \| \| 3 \| \| 75—79 \| 6 \| \| \| 5 \| \| 70—74 \| 7 \| \| \| 11 \| \| 65—69 \| 6 \| \| \| 6 \| \| 60—64 \| 13 \| \| \| 11 \| \| 55—59 \| 8 \| \| \| 9 \| \| 50—54 \| 14 \| \| \| 10 \| \| 45—49 \| 17 \| \| \| 20 \| \| 40—44 \| 18 \| \| \| 21 \| \| 35—39 \| 13 \| \| \| 17 \| \| 30—34 \| 19 \| \| \| 17 \| \| 25—29 \| 22 \| \| \| 19 \| \| 20—24 \| 37 \| \| \| 22 \| \| 15—19 \| 27 \| \| \| 31 \| \| 10—14 \| 27 \| \| \| 21 \| \| 5—9 \| 32 \| \| \| 22 \| \| 0—4 \| 19 \| \| \| 19 \| \| Просек : \| 17 \| \| \| 12 \| |    |  |  |    |
| |    |  |  |    |
| | м  |  |  | ж  |
| ? | 2  |  |  | 10 |
| 80+ | 4  |  |  | 3  |
| 75—79 | 6  |  |  | 5  |
| 70—74 | 7  |  |  | 11 |
| 65—69 | 6  |  |  | 6  |
| 60—64 | 13 |  |  | 11 |
| 55—59 | 8  |  |  | 9  |
| 50—54 | 14 |  |  | 10 |
| 45—49 | 17 |  |  | 20 |
| 40—44 | 18 |  |  | 21 |
| 35—39 | 13 |  |  | 17 |
| 30—34 | 19 |  |  | 17 |
| 25—29 | 22 |  |  | 19 |
| 20—24 | 37 |  |  | 22 |
| 15—19 | 27 |  |  | 31 |
| 10—14 | 27 |  |  | 21 |
| 5—9 | 32 |  |  | 22 |
| 0—4 | 19 |  |  | 19 |
| Просек : | 17 |  |  | 12 |

| Број домаћинстава према пописима из периода 1948—2003. | Број домаћинстава према пописима из периода 1948—2003. | Број домаћинстава према пописима из периода 1948—2003. | Број домаћинстава према пописима из периода 1948—2003. | Број домаћинстава према пописима из периода 1948—2003. | Број домаћинстава према пописима из периода 1948—2003. | Број домаћинстава према пописима из периода 1948—2003. | Број домаћинстава према пописима из периода 1948—2003. |
| Година пописа                                          | 1948.                                                  | 1953.                                                  | 1961.                                                  | 1971.                                                  | 1981.                                                  | 1991.                                                  | 2003.                                                  |
| ------------------------------------------------------ | ------------------------------------------------------ | ------------------------------------------------------ | ------------------------------------------------------ | ------------------------------------------------------ | ------------------------------------------------------ | ------------------------------------------------------ | ------------------------------------------------------ |
| Број домаћинстава                                      | 89                                                     | 92                                                     | 128                                                    | 121                                                    | 116                                                    | 128                                                    | 149                                                    |

| Број домаћинстава по броју чланова према попису из 2003. | Број домаћинстава по броју чланова према попису из 2003. | Број домаћинстава по броју чланова према попису из 2003. | Број домаћинстава по броју чланова према попису из 2003. | Број домаћинстава по броју чланова према попису из 2003. | Број домаћинстава по броју чланова према попису из 2003. | Број домаћинстава по броју чланова према попису из 2003. | Број домаћинстава по броју чланова према попису из 2003. | Број домаћинстава по броју чланова према попису из 2003. | Број домаћинстава по броју чланова према попису из 2003. | Број домаћинстава по броју чланова према попису из 2003. | Број домаћинстава по броју чланова према попису из 2003. |
| Број чланова                                             | 1                                                        | 2                                                        | 3                                                        | 4                                                        | 5                                                        | 6                                                        | 7                                                        | 8                                                        | 9                                                        | 10 и више                                                | Просек                                                   |
| -------------------------------------------------------- | -------------------------------------------------------- | -------------------------------------------------------- | -------------------------------------------------------- | -------------------------------------------------------- | -------------------------------------------------------- | -------------------------------------------------------- | -------------------------------------------------------- | -------------------------------------------------------- | -------------------------------------------------------- | -------------------------------------------------------- | -------------------------------------------------------- |
| Број домаћинстава                                        | 125                                                      | 16                                                       | 12                                                       | 12                                                       | 23                                                       | 22                                                       | 18                                                       | 12                                                       | 6                                                        | 0                                                        | 4                                                        |

| Пол    | Укупно | Неожењен/Неудата | Ожењен/Удата | Удовац/Удовица | Разведен/Разведена | Непознато |
| ------ | ------ | ---------------- | ------------ | -------------- | ------------------ | --------- |
| Мушки  | 213    | 85               | 119          | 5              | 3                  | 1         |
| Женски | 212    | 67               | 117          | 24             | 1                  | 3         |
| УКУПНО | 425    | 152              | 236          | 29             | 4                  | 4         |

| Пол    | Укупно                    | Пољопривреда, лов и шумарство | Рибарство                            | Вађење руде и камена | Прерађивачка индустрија       |
| ------ | ------------------------- | ----------------------------- | ------------------------------------ | -------------------- | ----------------------------- |
| Мушки  | 61                        | 20                            | 0                                    | 0                    | 6                             |
| Женски | 30                        | 6                             | 0                                    | 0                    | 6                             |
| Укупно | 91                        | 26                            | 0                                    | 0                    | 12                            |
|        |                           |                               |                                      |                      |                               |
| Пол    | Производња и снабдевање   | Грађевинарство                | Трговина                             | Хотели и ресторани   | Саобраћај, складиштење и везе |
| Мушки  | 1                         | 2                             | 2                                    | 1                    | 5                             |
| Женски | 0                         | 0                             | 3                                    | 0                    | 0                             |
| Укупно | 1                         | 2                             | 5                                    | 1                    | 5                             |
|        |                           |                               |                                      |                      |                               |
| Пол    | Финансијско посредовање   | Некретнине                    | Државна управа и одбрана             | Образовање           | Здравствени и социјални рад   |
| Мушки  | 0                         | 0                             | 4                                    | 9                    | 5                             |
| Женски | 0                         | 0                             | 2                                    | 7                    | 5                             |
| Укупно | 0                         | 0                             | 6                                    | 16                   | 10                            |
|        |                           |                               |                                      |                      |                               |
| Пол    | Остале услужне активности | Приватна домаћинства          | Екстериторијалне организације и тела | Непознато            | Непознато                     |
| Мушки  | 2                         | 0                             | 0                                    | 4                    | 4                             |
| Женски | 0                         | 0                             | 0                                    | 1                    | 1                             |
| Укупно | 2                         | 0                             | 0                                    | 5                    | 5                             |

## Партнерски градови
Румеланж, Луксембург 
 Петровец, Сјеверна Македонија
 Исток, Србија
 Илиџа, Босна и Херцеговина
 Деџоу, Кина

## Познате личности
- Осман Растодер, командант муслиманске милиције Санџака
- Рифат Растодер, црногорски политичар, писац и новинар
- Шербо Растодер, црногорски историчар, професор и политичар